# النخلات (خولان)

تعديل مصدري - تعديل

النخلات هي إحدى قرى عزلة الاعروش بمديرية خولان التابعة لمحافظة صنعاء، بلغ تعداد سكانها 58 نسمة حسب تعداد اليمن لعام 2004.